# Língua crioula malaia do Seri Lanca
A língua crioula malaia do Seri Lanca (também conhecido como malaio do Seri Lanca ou bahasa melayu) é uma língua austronésia crioula formada através de uma mistura de cingalês e tâmil com o malaio. O malaio do Seri Lanca é uma língua vernácula reestruturada de base malaio falada por pelo menos cinco comunidades diferentes do Seri Lanca, que evoluiu para ser significativamente divergentes de outras variedades do malaio devido ao contato íntimo com as línguas dominantes como o cingalês e o tâmil. O crioulo malaio do Seri Lanca originou-se como um meio de comunicação entre os malaios recém-chegados e o povo do Seri Lanca no século XIII. É agora exclusivamente falado pelos malaios do Seri Lanca, cuja ascendência incluem exilados e trabalhadores trazidos pelos neerlandeses (holandeses) e britânicos, bem como soldados da guarnição neerlandesa. Eles agora constituem 0,3% da população do Seri Lanca, algo em torno de 46 mil pessoas.
O malaio do Seri Lanca sobrevive principalmente através do contato oral. No entanto, tem havido casos raros em que foi escrita nos alfabetos cingalês e tâmil. No século XIX, o malaio do Seri Lanca era escrito no alfabeto Gundul, que foi baseado no alfabeto árabe com semelhanças com o alfabeto jawi. Embora tenha havido tentativas de reviver a forma escrita do malaio do Seri Lanca, que está em declínio porque muitos jovens malaios estão começando a falar cingalês, tâmil ou inglês, dentro de casa.